# Guesstimate
Guesstimate是一個非正式的英文混成詞，是由guess（猜測）和estimate（估計）結合而成，中文可以稱為猜估、猜測估算，最早是由美國統計學家在1934年或1935年開始使用。Guesstimate是指在沒有適當資訊或是完全資訊下所作的估計，甚至可以說是透過猜測或是猜想得到的估計。Guesstimate可以做名詞也可以做動詞，兩者讀音的變化類似estimate。Guesstimate可能是在還沒有更準確估計時的粗略近似，也可能是在沒有更好資訊情形下，一個有根據的猜測。
有時有助精確估測的資訊是可以取得的，但卻在忽略這些資訊的情形下進行估測，也會用guesstimate，不過此時就有貶義在內。
以下是一些用到guesstimation技巧的部份：
- 物理中會教授理科的學生用guesstimate的方式作為求解费米问题（例如在芝加哥有多少鋼琴調琴師）的好用工具[9]。
- 在宇宙学中，德雷克公式是廣為人知的guesstimation方式[10]。
- 經濟學中，許多經濟的預測及統計都是以guesstimate為基礎[11]
- 在軟體工程中，新機能開發及發佈的時間都是以任務需要人月的guesstimate來估算。

Lawrence Weinstein和John Adam在《Guesstimation: Solving the World's Problems on the Back of a Cocktail Napkin》中，以老道明大學《信封背後的物理》（Physics on the Back of an Envelope）課程為基礎，提倡guesstimation技巧作為有用的生活技能，其中包括以下guesstimation的例子：
- 所有美國人一年開車共計多少英里？

答案：約二兆英里（2x1012）。
- 若一年內生產一GW的核武，會產生多少的高階核子廢料？

答案：約60噸。

## 來源
- Weinstein, Lawrence; Adam, John A. . Princeton University Press. 2008. ISBN 978-0-691-12949-5.